# Lunda, Stockholm

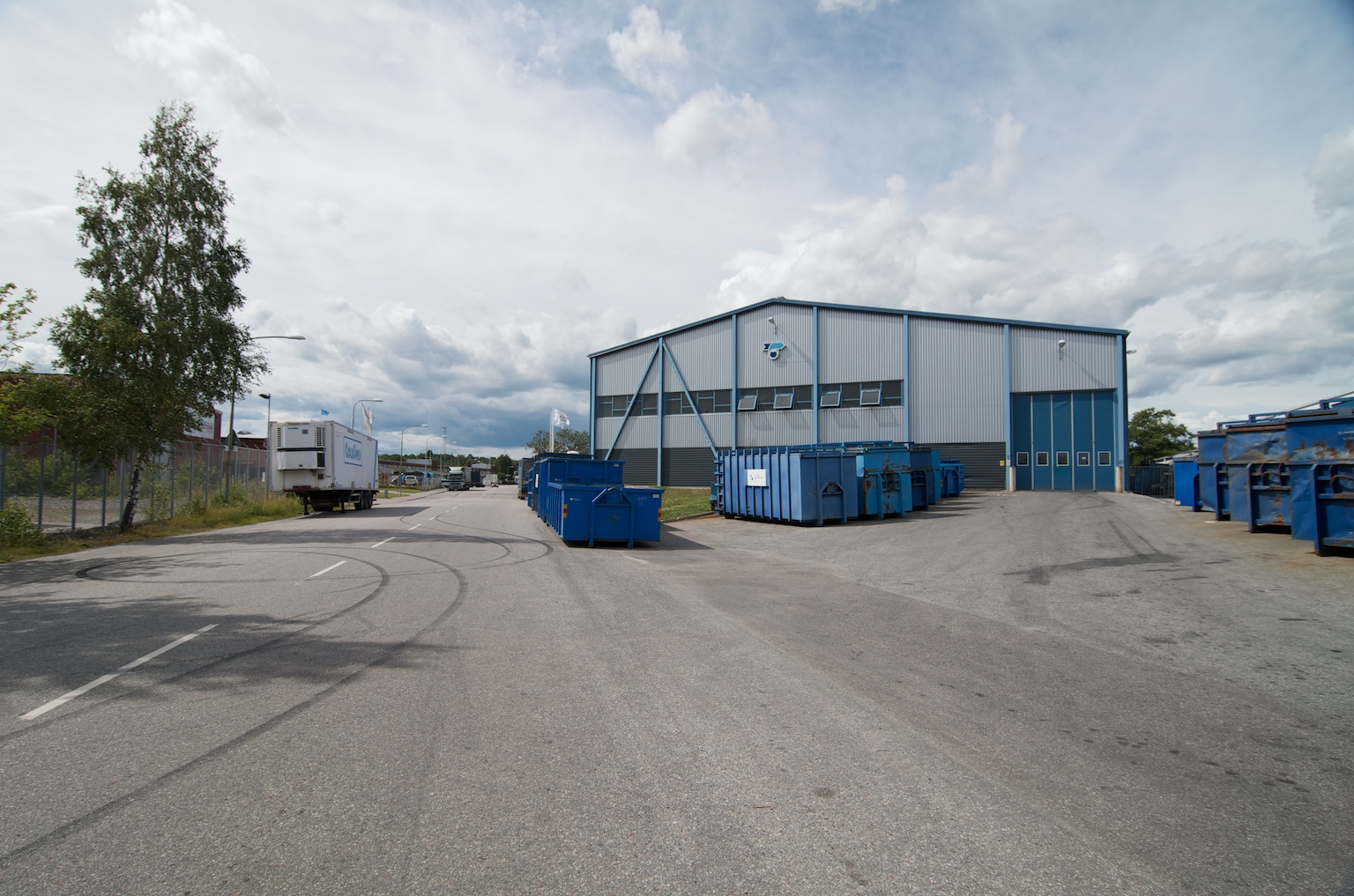
Typisk industri i Lunda industriområde.

Lunda är en stadsdel i Västerort inom Järva stadsdelsområde i Stockholms kommun. Det domineras av ett arbets- och industriområde som ligger strax söder om Hjulsta och strax väster om Spånga.  

## Historia
Området har en gammal historia med flera fornlämningar. Byn omtalades första gången 1441 då Gotskalk Bengtsson (Ulv) säljer 4 markland jord i Lunda och Skesta till helgeandshuset i Stockholm. 1541 fanns 1 markland jord med en gård i Skesta och 3 markland jord under tre gårdar i Lunda, och det är därför skäligt att anta att de tre gårdarna från 1541 fanns här redan 1441. Gården köptes av Stockholms stad år 1931.
I området Lunda/Skesta ligger cirka 145 synliga gravar, alla från den yngre järnåldern (550–1050 e.Kr.), det gör det till Stockholms största gravfält. Sådana här gravfält var på den här tiden ofta kopplade till byar, vilket gör sannolikheten stor att detta gravfält var begravningsplatser för Lunda och Skesta byar. Gravformerna var olika, de bestod av runda, kvadratiska och rektangulära stensättningar, även vissa treuddar samt högar och skeppssättningar. Idag syns gravarna som övertorvade förhöjningar i marken.
Gårdsgravfälten började överges i slutet av 1000-talet då kristendomen infördes i Sverige, då började man istället använda sig av gemensamma gravfält vid kyrkobyggnaderna.

## Demografi
År 2017 hade stadsdelen cirka 162 invånare, varav cirka 25,3 procent med utländsk bakgrund.